# Осенцины (гмина)
Осенцины (пол. Osięciny) — сельская гмина (волость) в Польше, входит как административная единица в Радзеювский повет, Куявско-Поморское воеводство. Население — 8146 человек (на 2004 год).

## Сельские округа
1. Бартломеёвице
2. Белшево
3. Белшево-Колёня
4. Бильно
5. Бодзанувек
6. Боруцин
7. Боруцинек
8. Ярантовице
9. Каролин
10. Косцельна-Весь
11. Кротошин
12. Лекажевице
13. Леоново
14. Нагурки
15. Осенцины
16. Ослонки
17. Пеньки-Косцельске
18. Пилихово
19. Поцежин
20. Повалковице
21. Рушки
22. Самшице
23. Сенчково
24. Шалёнки
25. Уйма-Мала
26. Воля-Скарбкова
27. Загаевице
28. Збленг
29. Зелиньск
30. Жаковице
31. Конары
32. Лятково

## Соседние гмины
1. Гмина Бондково
2. Гмина Бжесть-Куявски
3. Гмина Бытонь
4. Гмина Добре
5. Гмина Любранец
6. Гмина Радзеюв
7. Гмина Топулька
8. Гмина Закшево